# Ninku
Ninkū (NINKU -忍空-?) è un manga giapponese creato da Kōji Kiriyama, che è stato adattato ad una serie animata prodotta dalla Pierrot e diretta da Noriyuki Abe, arrivando ad una trasmissione di 55 episodi durante gli anni 1995 e 1996, ed un film. L'anime grazie al lavoro di Animax è arrivata fuori dal paese giungendo in quasi tutto il continente asiatico. Il film intitolato Ninku: The Movie è uscito nel 1996 ed è stato prodotto da Pierrot.  arrivando fino nel nord america nel 1998. Il manga è stato pubblicato su  9 tankōbon e serializzata in Shūeisha Weekly Shōnen Jump magazine dal 1993 al 1995, mentre dal 2005 è iniziato una seconda serie, Ninkū - Second stage.

## Trama
La storia di Ninku è incentrata su un ragazzo di 12 anni chiamato Fuusuke (Fuusuke the wind (風の風助?, Kaze no Fūsuke)) che è il guerriero più potente della scuola di arti marziali di Ninku, uno stile inventato che mescola le discipline di ninjutsu e karate. Viene spiegato che nel passato chi usava tale abilità veniva preso di mira da un regno malvagio, dove in seguito è stato costituito l'esercito di Ninku per combatterli. Il nome dei vari gruppi delle squadre sono presi dalla astrologia cinese (i 12 animali dello zodiaco cinese)  (干支 Eto) e ogni capitano del reggimento è chiamato con lo stesso nome dell'animale (干支忍 Etonin).  Quando nel passato la guerra finì, i Ninku vennero sconfitti e molti di loro uccisi, (eccetto pochi capitani).
All'inizio della storia, 3 anni dopo i fatti narrati, Fuusuke, il giovane capitano della prima squadra e Hiroyuki (ヒロユキ), il suo pinguino, iniziano una ricerca avventurosa per radunare tutti i capitani di Ninku, dove ognuno usa un elemento in particolare. Nel frattempo è apparsa anche una squadra di Ninku che sta provando ad impadronirsi del mondo. Fuusuke e il suo pinguino devono sia sconfiggere questa nuova squadra che aiutare i compagni.

## Personaggi
Fuusuke
Il protagonista della serie e capitano della prima squadra. Dotato di poteri aerocinetici, Fuusuke è alla continua ricerca di compagni per sconfiggere L'Impero Nero.
Aicho
Il coprotagonista della serie e capitano della decima squadra. Non controlla un elemento specifico ma è in grado di correre molto velocemente a tal punto da sembrare invisibile. È un amante delle donne e per questo perseguita spesso la sorella di Toji.
Toji
Capitano della sesta squadra, utilizza principalmente tecniche geocinetiche delle quali è maestro. È molto serio e difficilmente sorride ma in realtà è un tipo molto dolce ed è estremamente legato a sua sorella minore che difende sempre.
Doppiato da Gabriele Calindri.
Rhiohko
Sorella minore di Toji, anche lei è in possesso di poteri geocinetici come il fratello seppur inferiori. Detesta fortemente gli uomini (a parte Toji) e per questo litiga spesso con Aicho, che considera un pervertito.
L'Imperatore
È l'antagonista principale della serie nonché l'ex sovrano dell'Impero Nero che ambisce a riprendersi il trono per poi conquistare gli altri regni. Fuusuke inizialmente lo affronta ma quando l'Imperatore gli rivela il suo passato il protagonista decide di aiutarlo. Un tempo l'Imperatore era un uomo estremamente dolce e buono che aiutava chiunque, anche i regni vicini ma in seguito, quando scoprì che i rispettivi sovrani erano corrotti decise, tramite sotto falso nome, di effettuare vari colpi di stato ma venne scoperto e imprigionato. Anche dopo la sua deposizione viene sempre chiamato Imperatore e il suo vero nome non viene mai rivelato.

## Squadra di Ninku
| Squadra# | Ninku                    | Specialità | Etonin (capitano del gruppo)                              | Altri membri conosciuti         |
| -------- | ------------------------ | ---------- | --------------------------------------------------------- | ------------------------------- |
| 1        | topo (子忍 ne-nin)       | vento      | Fuusuke il vento(風の風助 Kaze no Fūsuke)                 | Suzaku (朱雀) Souta (草太)      |
| 2        | mucca(丑忍 ushi-nin)     | metallo    | Kei Hayashi il minerale (鉱の林慶 Aragane no Hayashi Kei) | Baku (獏) Byakko (白虎)         |
| 3        | tigre(寅忍 tora-nin)     | spirito    | Takeru lo spirito (精霊の火瑠 Seirei no Takeru)           |                                 |
| 4        | coniglio(卯忍 u-nin)     | luce       | Yamabuki la luce (光の山吹 Hikari no Yamabuki)            |                                 |
| 5        | dragone (辰忍 tatsu-nin) | fiamma     | Sekirai la fiamma (炎の赤雷 honō no Sekirai)              | Youkou (陽紅)                   |
| 6        | serpente (巳忍 mi-nin)   | terra      | Toji la terra (大地の橙次 daichi no Tōji)                 | Koushu (黄愁) Matsumasa (松正)  |
| 7        | cavallo(午忍 uma-nin)    | ghiaccio   | Kisumi il ghiaccio(氷の黄純 kōri no Kisumi)               |                                 |
| 8        | pecora(未忍 hitsuji-nin) | pianta     | Midori la pianta (植物の緑里 shokubutsu no Misdori)       | Jugyou (寿行)                   |
| 9        | scimmia(申忍 saru-nin)   | fulmine    | Seima il fulmine (雷鳴の青馬 raimei no Seima)             |                                 |
| 10       | gallo(酉忍 tori-nin)     | volo       | Aicho il cielo (空の藍朓 sora no Aichō)                   | Kirin (麒麟) aka. Hamaji (浜地) |
| 11       | cane(戌忍 inu-nin)       | animale    | Shigure il selvaggio(野生の紫雨 yasei no Shigure)         |                                 |
| 12       | cinghiale(亥忍 i-nin)    | acqua      | Kokuro l'acqua(水の黒楼 mizu no Kokurō)                   |                                 |